# Mirna Funk

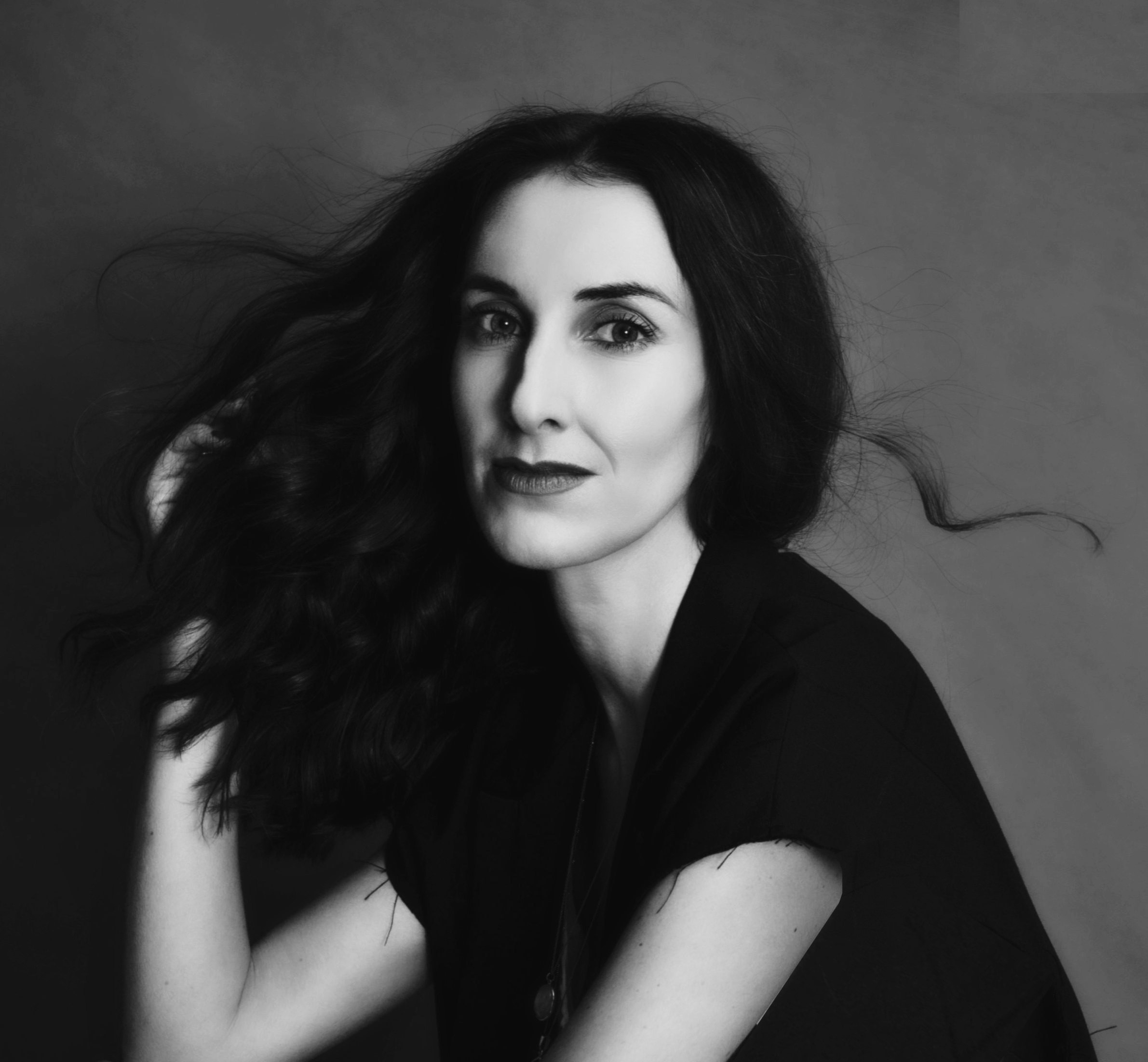
Mirna Funk, 2020

Mirna Funk (* 2. März 1981 in Ost-Berlin) ist eine deutsche Schriftstellerin und Journalistin.

## Leben
Mirna Funk wurde 1981 als Tochter eines jüdischen Vaters und einer nichtjüdischen Mutter in Berlin-Pankow geboren. Ihr Urgroßvater war der Schriftsteller und Übersetzer Stephan Hermlin. 1988 verließ ihr Vater nach der Scheidung der Eltern die DDR. Nach dem Abitur im Jahr 2001 studierte sie Kommunikationsmanagement an einer Fachhochschule und anschließend Philosophie und Geschichte an der Humboldt-Universität in Berlin.
Funk lebt als alleinerziehende Mutter einer Tochter in Berlin und Tel Aviv.

## Karriere
Funk arbeitete zunächst für Unternehmen und Kommunikationsagenturen und ist heute als freie Autorin und Journalistin für verschiedene deutsche Zeitungen und Zeitschriften sowie als Copywriterin tätig.

### Kolumnistin
Seit September 2018 ist Funk Kolumnistin bei der deutschen Vogue und schreibt über jüdisches Leben heute. Infolge des Porträts Wir lebenden Juden in der Zeit begleitete der Filmemacher und Journalist Uri Schneider Funk für seinen Dokumentarfilm Jude. Deutscher. Ein Problem? in Berlin und Tel Aviv. Funk hat eine Sexkolumne in der Zeitschrift Cosmopolitan und betrieb als Selbstversuch zur Monetarisierung von Content einen Account bei Onlyfans.
Sie schreibt regelmäßig Debattenartikel und Kommentare für die Neue Zürcher Zeitung.

### Autorin

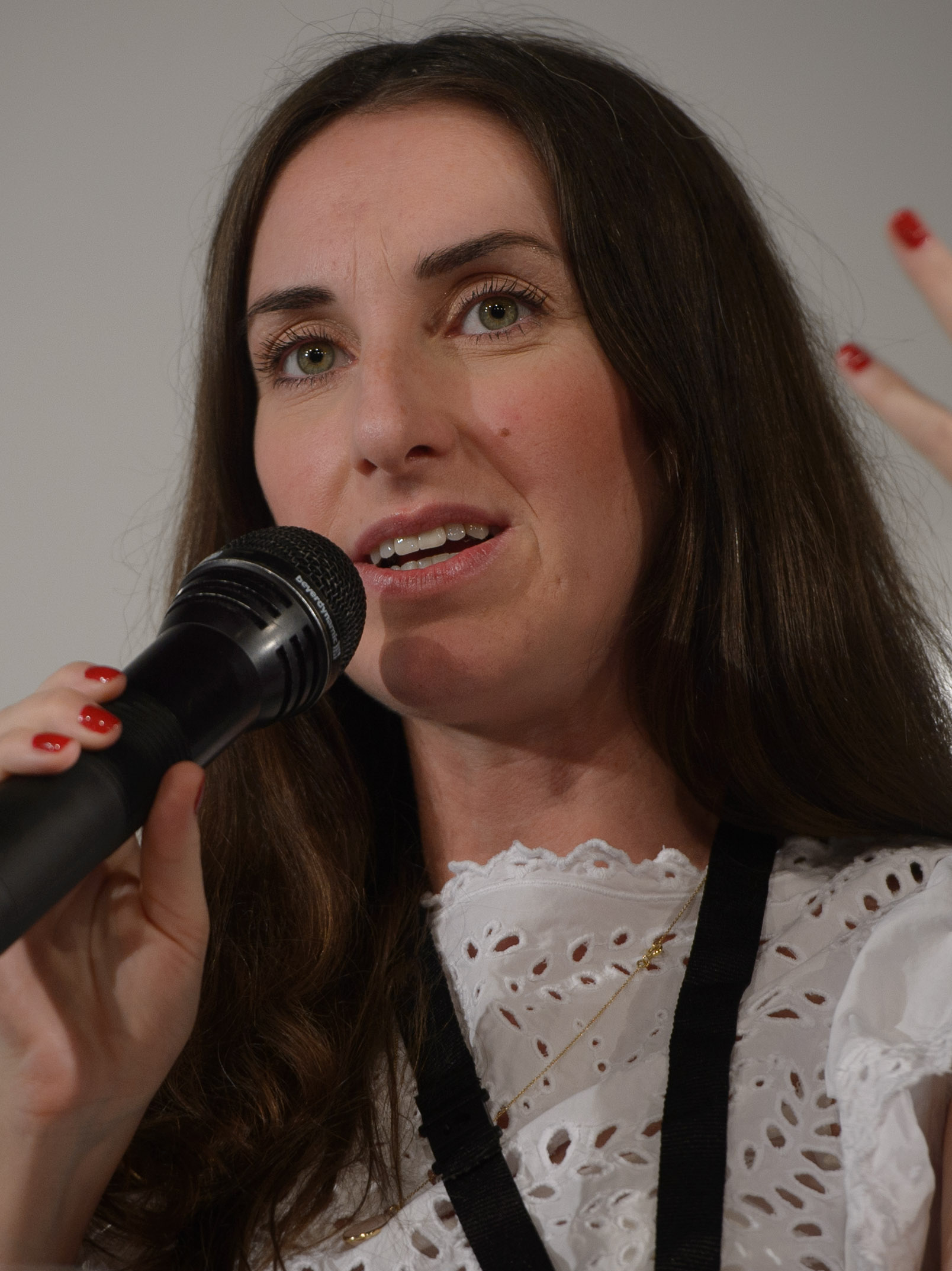
Mirna Funk (2015)

2011 schrieb sie ihren ersten, unveröffentlichten Roman. 2015 erschien im S. Fischer Verlag ihr viel besprochener Debütroman Winternähe, der mit dem Uwe-Johnson-Förderpreis ausgezeichnet und ins Niederländische übersetzt wurde. Das Werk war außerdem für den aspekte-Literaturpreis 2015 sowie den Ulla-Hahn-Autorenpreis nominiert und gelangte im Oktober 2015 auf Platz 5 der Radio-Eins-Bücherliste.
Für ihr 2018 vom Bayerischen Rundfunk produziertes Hörspiel Auf einem einzigen Blatt Papier komponierte Malakoff Kowalski die Musik. Funk und Kowalski schrieben zusammen den Titelsong Upside down. 
Im Mai 2022 veröffentlichte sie ihr Sachbuch Who Cares! Von der Freiheit, Frau zu sein.
Im Februar 2024 erschien ihr Sachbuch Von Juden lernen. Dazu hat sie seit März 2024 die gleichnamige, monatliche Talkreihe Von Juden lernen in der Urania Berlin.

## Rezeption
Jens Jessen kritisierte in der Zeit eine zur Pauschalisierung neigende Tendenz im Feminismus. Als Beispiel zog er eine zurückgezogene Äußerung von Funk heran.
Funk wird im Comic Gefräßiger Damenbesuch (2023) von Katz & Goldt erwähnt.

## Bücher
- Winternähe. Roman. S. Fischer, Frankfurt am Main 2015, ISBN 978-3-10-002419-0.
- Wo ist Papa? (Kinderbuch). 2018, ISBN 978-3-00-061319-7.
- Zwischen Du und Ich. Roman. dtv Verlagsgesellschaft, München 2021, ISBN 978-3-423-28267-3.
- Who Cares! Von der Freiheit, Frau zu sein. dtv Verlagsgesellschaft, München 2022, ISBN 978-3-423-44108-7
- Von Juden lernen, dtv Verlagsgesellschaft, 2024, ISBN 978-3-423-28384-7.

## Audio
- Auf einem einzigen Blatt Papier. Hörspiel. Mit Michaela Steiger, Thomas Hauser, Anna Drexler,	Walter Hess, Krista Posch, Julia Riedler, Christian Löber, Regie: Stefanie Ramb, Produktion: Bayerischer Rundfunk, München 2018. Als Podcast/Download in der ARD Audiothek[21]
- Mirna macht’s, Hörbuchserie, Cosmopolitan, 2023

## Auszeichnungen
- 2015: Uwe-Johnson-Preis
- 2023: Arik-Brauer-Publizistikpreis[22]

## Stipendien
- Aufenthaltsstipendium in Amsterdam, Niederlande, Dutch Literature Fond, April–Mai 2016
- Aufenthaltsstipendium in Antwerpen, Belgien, PEN Belgien, Juni 2016
- Aufenthaltsstipendium in Tampere, Finnland, Goethe-Institut Finnland, Oktober 2016